# گیل هه یون
گیل هه یون (کره‌ای: 길해연؛ زادهٔ ۱۱ آوریل ۱۹۶۴) بازیگر اهل کره جنوبی است. او از سال ۱۹۸۵ میلادی تاکنون مشغول فعالیت بوده‌است. از آثاری که در آنها ایفای نقش کرده‌است می‌توان به دکتر غریبه، آه گوم‌بی من و دانشکده حقوق اشاره کرد.